# 살오징어속
살오징어속 또는 참살오징어속(Todarodes)은 빨강오징어과의 살오징어아과에 속하는 오징어 속의 하나이다. 전 세계 바다에 분포하는 5종의 살오징어를 포함하고 있다.

## 하위 종
- 앙골라살오징어 (T. angolensis)
- 남극빨강오징어 (T. filippovae)
- 살오징어 (T. pacificus) - 오징어, 피둥어꼴뚜기, 물오징어 등으로 불린다.
- 작은살오징어 (T. pusillus)
- 유럽화살오징어 (T. sagittatus)